# IOS 9
iOS 9 est la neuvième version majeure du système d'exploitation mobile iOS développé par Apple Inc., succédant à iOS 8. Cette annonce a été annoncée lors de la WWDC 2015, le 8 juin 2015, et publiée le 16 septembre 2015. IOS 10 lui a succédé le 13 septembre 2016.

## Mises à jour
La première bêta d’iOS 9 est disponible en bêta le 9 juin 2015 et elle est sortie en version publique le 16 septembre 2015

## Fonctionnalités

### iCloud
iCloud lance l’application iCloud Drive, ce qui permet de stocker des fichiers